# Xestia neglecta
Xestia neglecta là một loài bướm đêm trong họ Noctuidae.